# Näcktjärnen, Ångermanland
Näcktjärnen är en sjö i Sollefteå kommun i Ångermanland och ingår i Ångermanälvens huvudavrinningsområde. Sjön har en area på 0,0714 kvadratkilometer och ligger 232,1 meter över havet.

## Delavrinningsområde
Näcktjärnen ingår i det delavrinningsområde (706524-154983) som SMHI kallar för Ovan VDRID = Kvarnån i Ångermanälvens vattendrags*. Medelhöjden är 219 meter över havet och ytan är 36,94 kvadratkilometer. Räknas de 1201 avrinningsområdena uppströms in blir den ackumulerade arean 11 649,36 kvadratkilometer. Avrinningsområdets utflöde Ångermanälven mynnar i havet. Avrinningsområdet består mestadels av skog (64 procent). Avrinningsområdet har 3,58 kvadratkilometer vattenytor vilket ger det en sjöprocent på 9,7 procent. Bebyggelsen i området täcker en yta av 2,15 kvadratkilometer eller 6 procent av avrinningsområdet.